# Amir Mohamad Bajshi
Amir Mohamad Bajshi –en persa, امیرمحمد بخشی– (nacido el 2 de diciembre de 1999) es un deportista iraní que compite en taekwondo. Ganó una medalla en los Juegos Asiáticos de 2018, y dos medallas en el Campeonato Asiático de Taekwondo en los años 2018 y 2021.

## Palmarés internacional
| Juegos Asiáticos    | Juegos Asiáticos             | Juegos Asiáticos | Juegos Asiáticos |
| Año                 | Lugar                        | Medalla          | Categoría        |
| ------------------- | ---------------------------- | ---------------- | ---------------- |
| 2018                | Yakarta (Indonesia)          | Medalla de plata | –68 kg           |
| Campeonato Asiático |                              |                  |                  |
| Año                 | Lugar                        | Medalla          | Categoría        |
| 2018                | Ciudad Ho Chi Minh (Vietnam) | Medalla de oro   | –68 kg           |
| 2021                | Beirut (Líbano)              | Medalla de plata | –74 kg           |